# Mas Montagut (Fontanals de Cerdanya)
El Mas Montagut és una masia de Fontanals de Cerdanya (Cerdanya) inclosa a l'Inventari del Patrimoni Arquitectònic de Catalunya.

## Descripció
És un gran mas cerdà amb les dependències característiques d'una explotació ramadera, especialment de bestiar boví, amb amples quadres i badius; amb obertures amb brancals i llindes de pedra. Està enclavat al nord-est de les Pereres entre el Segre i el Camí de Vilallobent. Són les millors terres de l'antic terme de Queixans, vora el Segre, al pla, amb bon aprofitament per l'agricultura i l'explotació ramadera. El Mas Montagut està enclavat en territori jurisdiccional de la baronia de la Perera i conserva encara vestigis de l'antic castell: un mur, el portal d'entrada de llevant i uns matacans.

## Història
Segons el "Llibre de Notes de la Hisenda Montagut", començat a redactar el 27 d'abril de 1678: "En Joan Pere Montagut, en terres comprades als Manegat bastí la masada(...) -i afegeix- els anys 1536, 1618, 1619 i 1678".